# Miss Montenegro

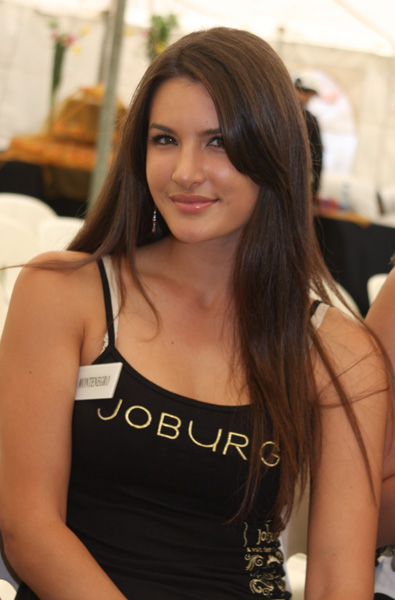
Mariana Mihajlović vertrat Montenegro bei der Miss World 2008

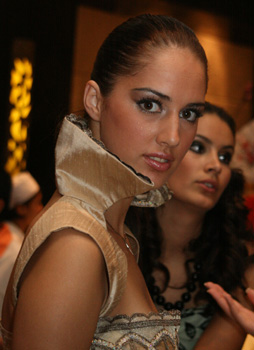
Marija Ćirović, Miss Montenegro 2007

Miss Montenegro ist ein nationaler Schönheitswettbewerb für unverheiratete Frauen in Montenegro, der im Inland Miss Crne Gore (Мисс Црне Горе) heißt. Er wird seit 2006 durchgeführt. Die Siegerinnen nehmen an der Wahl zur Miss World teil.

## Miss Montenegro
| Jahr | Miss Montenegro    |
| ---- | ------------------ |
| 2006 | Ivana Knežević     |
| 2007 | Marija Ćirović     |
| 2008 | Mariana Mihajlović |
| 2009 | Anja Jovanovic     |
| 2010 | Milica Milatović   |
| 2011 | Maja Maras         |